# Kalmi Baruh
Kalmi Baruh (Sarajevo, 25. prosinca 1896. − Koncentracijski logor Bergen-Belsen, 1945.), pionir je bosanskohercegovačke hispanistike i sefardistike židovskog podrijetla, te međunarodno priznati znanstvenik iz oblasti judeošpanjolskog jezika.

## Životopis
Kalmi Baruh se rodio 1896. godine u Sarajevu, kao potomak jedne od najstarijih sefardskih obitelji u Bosni i Hercegovini za vrijeme Austro-Ugarske. Osnovnu školu je pohađao u Višegradu, a gimnaziju u Sarajevu. Doktorirao je u Beču 1923. godine na temi "Razvojno stanje glasova jevrejsko-španskog jezika u Bosni". Poslije je živio u Berlinu, Parizu, Madridu i Zagrebu, te se kasnije vratio u Sarajevo gdje je radio kao profesor u I. sarajevskoj gimnaziji. 1930-ih godina bio je eminentan i aktivan intelektualac, napredne orijentacije Sarajeva i čitave Kraljevine Jugoslavije. Posebno se zalagao za socijalno ugrožene učenike, kulturno uzdizanje radnika, međukonfesionalnu toleranciju i borbu protiv antisemitizma, te berezervnu podršku republikancima Španjolskog građanskog rata. Govorio je desetak jezika, dok je radove objavljivao uglavnom na srpskohrvatskom, zatim i na judeošpanjolskom, španjolskom, francuskom i njemačkom.
Baruh Kalmi je bio jedini sefardski stipendista balkanskog poluotoka od španjolske Vlade za post-doktorat u madridskom Centru za povijesne studije (1928./29.). Bio je dugogodišnji suradnik više jugoslavenskih i europskih časopisa iz oblasti filologije i književnosti kao što su: Srpski književni glasnik i Misao, oba iz Beograda, te Revista de filología española iz Madrida. Djelovao je s beogradskim Balkanskim institutom i Sveučilištem, te sa Španjolskom kraljevskom akademijom. Prevodio je sa španjolskog na srpskohrvatski Enrique Larreta: "Slava don Ramira" (jedan život u doba Filipa II.) i Hose Eustasia Riveru: Vrtlog, Minerva. Priređivao je prikaze i književnu kritiku suvremene španjolske književnosti. Objavljivao je radove o jezičkoj komparatistici, udžbenicima i znanstvenim radovima iz oblasti filologije, s naglaskom na romanistiku.
Prikupljao je, po mjestima širom Bosne i Hercegovine, Prištini i Skoplju, te dokumentirao i znanstveno istraživao jezičke forme i romanse judeošpanjolskog jezika. Bio je jedan od stubova sarajevskog progresivnog Pregleda. Bio je autoritativni oslonac lokalnim kongregacijskim časopisima Jevrejski život i Jevrejski glas, kao i kulturno-prosvetnoj ustanovi La Benevolencija. Surađivao je s Ernesto Giménezom Caballerom, Ivom Andrićem, Isidorom Sekulić, Stanislavom Vinaverom, Jovanom Kršićem, Moricom Levijem i Laurom Papo Bohoretom.
Kompetentna međunarodna štiva iz oblasti ladino kulture i judeošpanjolskog jezika obuhvataju Baruhovu bibliografiju. Godine 1971. Pennsylvanijsko sveučilište iz Philadelphije je objavio njegov "Spanish Ballads of the Bosnian Jews". O Kalmiju Baruhu su posebno pisali: Ivo Andrić, Krinka Vidaković Petrov, Predrag Palavestra, Muhamed Nezirović, Hana Has Levi, Ivan Ninić i Aleksandar Nikolić.
Kalmi Baruh je 1945. godine stradao u njemačkom nacističkom Koncentracijskom logoru Bergen-Belsen.

## Djela
- Španske romanse bosanskih bosanski Jevreja
- El Judeo-Español de Bosnia
- Jevreji na Balkanu i njihov jezik
- Španija u doba Majmonidesovo
- Španija Filipa II
- Španija u književnosti jedne generacije
- Miguel de Unamuno
- Islamski izvori Danteove Božanske komedije

### Posebna izdanja sabranih Baruhovih radova:
- Kalmi Baruh - Eseji i članci iz španske književnosti (Sarajevo, 1956);
- Kalmi Baruh - Izabrana djela, (Sarajevo, 1972)
- Kalmi Baruh - Selected Works on Sephardic and Other Jewish Topics (Jeruzalem, 2005)

## Vanjske povezice
- Kalmi Baruh: Jevreji na Balkanu i njihov jezik - Prvi deo[neaktivna poveznica]
- Kalmi Baruh: Jevreji na Balkanu i njihov jezik - Drugi deo  Arhivirana inačica izvorne stranice od 28. rujna 2003. (Wayback Machine)
- Široki pogled na svet, Sveske, br. 75
- Judeo-Spanish Ballads from Bosnia by Prof. Samuel G. Armistead, Prof. Joseph H. Silverman
- Krinka Vidaković-Petrov: Neprolaznost djela Kalmija Baruha  Arhivirana inačica izvorne stranice od 8. siječnja 2009. (Wayback Machine)